# ابراهیم محمدوف
ابراهیم محمدوف (ترکی آذربایجانی: İbrahim İsmayıl oğlu Məmmədov; ۲۰ دسامبر ۱۹۵۸ – ۱۶ فوریهٔ ۱۹۹۴) قهرمانی ملی جمهوری آذربایجان است، که در جنگ قره‌باغ کشته شد.

## زندگی‌نامه
ابراهیم محمدوف فرزند اسماعیل ۲۰ دسامبر سال ۱۹۵۰، در شهر نخجوان جمهوری خودمختار نخجوان در آذربایجان شوروی تولد یافت. تحصیلات ابتدایی خود را در سال ۱۹۷۶ در مدرسه شماره ۳ نخجوان پشت سر گذاشت. پس از ۱ سال اشتغال در شرکت آب و ساختمانی، روانه خدمت سربازی شد. به‌دنبال اینکه دوره سربازی‌اش را به پایان رسانید، رهسپار مسکو و در آنجا در یک شرکت خودروسازی استخدام شد.
همزمان با اینکه در مسکو به سر می‌برد و کار می‌نمود، بین سال‌های ۱۹۸۸ تا ۱۹۹۳ در دانشکده تاریخ دانشگاه دولتی باکو به‌طور غیره حضوری تحصیل گرفت. او همراه با دیگر آذربایجانیان مقیم مسکو نقش بسزایی در راستای اطلاع‌رسانی و مخابره حقایق ژانویه سیاه به جهان از خود نشان می‌داده‌است.

## جنگ قره‌باغ
پس از وقوع کشتار خواجه‌لی ابراهیم محمدوف به همراه خانواده اش به باکو بازگشت. او به عنوان سرباز داوطلب در یکی از گردانهای بسیج مردمی ثبت نام نمود. بعد از انحلال گردان‌های یاد شده، در سال ۱۹۹۳، ابراهیم محمدوف به حضور خود در جنگ قره‌باغ به عنوان فرمانده گردان در ترکیب نیروهای مسلح جمهوری آذربایجان ادامه داد. بعداً او با گردان خودش برای دفاع از شهرستان کلبجر بدان منطقه اعزام شد.
ابراهیم محمدوف در ۱۶ فوریه سال ۱۹۹۴، در نبرد برای ارتفاعات مهم و سوق‌الجیشی منطقه کلبجر در لحظات پایانی مورد اصابت گلوله تک‌تیرانداز نیروهای ارمنستان قرار گرفته و در میدان جنگ جان باخت. او در خیابان (قبرستان) شهداء شهر نخجوان به خاک سپرده شد.

## خانواده
ابراهیم محمدوف متأهل و دارای دو فرزند بود.

## نشان
مطابق فرمان شماره ۱۵۶ رئیس‌جمهوری آذربایجان به تاریخ ۱۰ ژوئن سال ۱۹۹۴، پس از مرگش نشان قهرمان ملی این کشور به ابراهیم محمدوف اعطاء گردید.